# Kate Allenby
Kate Allenby (n. 16 martie 1974, Londra, Anglia, Regatul Unit) este o sportivă ce a reprezentat Regatul Unit al Marii Britanii și al Irlandei de Nord, medaliată olimpică. A participat la două ediții ale Jocurilor Olimpice (2000, 2004) în care a câștigat o medalie de bronz.